# Палац Тахра
Палац Ет-Тахра (масрі, قصرالطاهره) — палац, розташований у Каїрі, Єгипет, спроектований Антоніо Лашаком.  Будувався для принцеси Аміни,  дочки Ізмаїла Паши та матері Мухаммеда Тахера Паші.  

## Опис
Стиль палацу, "італійський палацціо", підкреслюється його неповторними мармуровими сходами та фантастичними стелями з алебастру. Одним із свідченням того, що архітектором був італієць — фонтан біля центрального входу.
Палац оточений зеленими полями та пальмовими засадженнями, єдиним сусідом був Король Фуад, який періодично проживав у сусідньому палаці Кубе.

## Історія
Мухаммед (Мустафа Шакіб) Тахер народився у Стамбулі, вважався більше турком, аніж єгиптянином. Був завзятим спортсменом і, як результат, став першим президентом Єгипетського олімпійського комітету, а згодом і президентом Клубу Мухаммеда Алі, Королівського автомобільного клубу, Клубу Ферусії та, найближчого до серця Паші, Аероклубу. 
У 1953 році палац Тахра разом з рештою палаців, що належали нащадкам династії Мухаммеда Алі, конфіскувала держава після повалення монархії. Значна частина дорогоцінних реліквій Тахри незабаром з’явиться на аукціонах, що фінансуються державою, для поповнення державної скарбниці.
Під час державного візиту короля Сауда (23-29 березня 1954 р.) в палаці Тахра відбулася історична нічна сесія, в якій взяли участь власне король, президент Мухаммед Нагуїб та Гамал Абдель Насер. Ціль зустрічі — встановити modus vivendi між Насером та Нагібом, натомість останній був усунений від влади у листопаді того ж року.
Серед перших проживаючих палацу республіканської епохи була скромна продавчиня одного з магазинів Каїра, яка вийшла заміж за відомого революціонера та політичного діяча Гани Кваме Нкрума. Так, деякий час Фатія Нкрума, її мати та кілька членів її коптської родини, проживали в палаці.
За ним пішли інші гості держави та керівники визвольних рухів. 
У 1973 році, під час Жовтневої війні, частини палацу перетворювались на імпровізовані "кімнати ситуацій". Величезні карти Синаю закривали бельгійські дзеркала, а на гобеліеах, які колись прикрашали стіни, завішані картинами з життя Суецького каналу. Саме з палацу Тахра Садат керував своїм знаменитим переходом через канал.
На той час, коли Фарах Пахлаві, вдова шаха Ірану, безкоштовно займала приміщення в 1980 році, палац Тахра вже був у занепаді. Почали проявлятися наслідки занедбаності та розкрадання. 

## Сьогодення
В 1996 р. дочки короля Фарука заявляли, що палац юридично належить їм, як спадкоємцям їх матері королеві Фариді. Їх претензія ґрунтувалася на оголошенні, зробленому в Аль-Ахрамі 3 березня 1939 р., що королева, їх мати, придбала палац у Тахер Паші за 40 000 LE; а так як Фаріда Зулфікар, хоча й була дружиною короля, сама не була нащадком династії Мухаммеда Алі, тобто таким чином, не підпадала під закон про конфіскацію.Три дочки короля Фарука та Фаріди ніколи не вигравали справи — те, що було конфісковано, залишалося конфіскованим.

## Зовнішні посилання
Фотографії палацу